# Tập đoàn Hải Nhuận
Tập đoàn Hải Nhuận là một trong những đơn vị sản xuất phim truyền hình hàng đầu tại Trung Quốc. Hàng năm, sản xuất ước tính khoảng 600 tập phim.

## Công ty con
- Hải Nhuận ảnh thị
- Thượng Hải Hải Nhuận ảnh thị
- Quảng Đông Nhuận thị ảnh âm
- Vân Nam Nhuận thị vinh quang ảnh nghiệp
- Bắc Kinh Nhuận Á ảnh thị
- Trùng Khánh Nhuận thị ảnh thị
- Bắc Kinh Âm nhạc Hải Nhuận
- Bắc Kinh Nghệ thuật biểu diễn Hải Nhuận
- Hải Nam Hải Nhuận ảnh thị
- Truyền thông Hải Nhuận
- Canada Hải Nhuận ảnh thị

## Nghệ sĩ quản lý
- Tôn Lệ
- Triệu Lệ Dĩnh
- Uông Đông Thành
- Jessica
- Cao Vân Tường
- Can Đình Đình

## Phim sản xuất
| Năm  | Tên phim                           | Năm        | Tên phim                                   |
| ---- | ---------------------------------- | ---------- | ------------------------------------------ |
| 1995 | Bản sắc cảnh sát                   | 2010       | Giang hồ tuyệt luyến                       |
| 1995 | Bộ xà hành động                    | 2010       | Bình nguyên súng nổ                        |
| 1996 | Phấn son kỳ oán                    | 2010       | Nghiệt duyên                               |
| 1997 | Đại nhân vật Lý Đức Lâm            | 2010       | Cưới muộn                                  |
| 1998 | Nhị mã                             | 2010       | Dân quốc vãng sự                           |
| 1999 | Không bao giờ nhắm mắt             | 2010       | Thiên trận                                 |
| 2000 | Trọng án lục tổ                    | 2010       | La cổ hạng                                 |
| 2000 | Cửu cửu quy nhất                   | 2011       | Phiến nương                                |
| 2000 | Cuộc gặp gỡ trí mạng               | 2011       | Hỏa thiêu vân                              |
| 2000 | Trăm năm đời người                 | 2011       | Cây ô liu                                  |
| 2001 | Chuyện cũ năm 2000                 | 2011       | Trọng án lục tổ 4                          |
| 2001 | Thanh kiếm của Tam thiếu gia       | 2011       | Giang hồ kỳ án                             |
| 2001 | Trầm tinh đương án                 | 2011       | Đội du kích trên sông                      |
| 2001 | Tổ chuyên án buôn lậu              | 2011       | Phong Vũ đào hoa trấn                      |
| 2002 | Lần theo dấu vết                   | 2011       | Thiết huyết sứ mệnh                        |
| 2002 | Kim kiếm điêu linh                 | 2011       | Hộ quốc quân truyền kỳ                     |
| 2002 | Chuyện cũ năm 2001                 | 2011       | Kiếm hiệp tình duyên - Tàng Kiếm sơn trang |
| 2002 | Sinh tử duệ biến                   | 2012       | Nhung trang nữ nhân                        |
| 2002 | Không nói yêu em                   | 2012       | Đoạn tiễn                                  |
| 2002 | Lòng bàn tay mu bàn tay            | 2012       | Chiến Lôi thần                             |
| 2002 | Sát thanh                          | 2012       | Tuyết Lang cốc                             |
| 2002 | Bangkok mùa mưa                    | 2012       | Đi về phía lửa đạn                         |
| 2003 | Ngọc Quan Âm                       | 2012       | Tân nương rơi lệ                           |
| 2003 | Trọng án lục tổ 2                  | 2013       | Mộc phủ phong vân                          |
| 2003 | Nhất mễ dương quang                | 2013       | Kiếp sau vẫn gả cho người                  |
| 2003 | Đôi giày thêu                      | 2013       | Hướng về phía chiến thắng                  |
| 2003 | Liệt hỏa kim cương                 | 2013       | Binh lâm thôn hạ                           |
| 2003 | Tân đao mã đán                     | 2013       | Thuyết tương đối của tình yêu              |
| 2003 | Hồ sơ an toàn                      | 2013       | Sứ mệnh anh hùng                           |
| 2003 | Lưu tinh hồ điệp kiếm              | 2013       | Thư kích đặc công                          |
| 2003 | Nhất giang xuân thủy               | 2013       | Xung thiên pháo                            |
| 2004 | Cảnh sát hình sự - bão táp tháng 9 | 2013       | Lang yên                                   |
| 2004 | Huyết sắc lãng mạn                 | 2013       | Tổ hòa giải                                |
| 2004 | Hương vị mùa hè                    | 2013       | Nhị thúc                                   |
| 2004 | Chờ đợi ánh mặt trời               | 2013       | Tình ca 2012                               |
| 2004 | Cuộc sống bình đạm                 | 2013       | Liên minh anh hùng                         |
| 2004 | Tiếng chuông cuối thế kỷ           | 2014       | Hiệp thám Cao Phi                          |
| 2004 | Tiểu binh trương ca                | 2014       | Vũ Nhạc truyền kỳ                          |
| 2005 | Ánh mặt trời nửa đêm               | 2014       | Nếu như em yêu anh                         |
| 2005 | Lượng kiếm                         | 2014       | Vờ như hạnh phúc đến                       |
| 2005 | Thiên hòa cục                      | 2014       | Bách lý dạ đao                             |
| 2005 | Nhiệm vụ tối cao                   | 2014       | Truy bắt                                   |
| 2005 | Sóng gió Tây Quan                  | 2014       | Đông Giang anh hùng Lưu Hắc Tử             |
| 2006 | Đại đao                            | 2014       | Nở rộ                                      |
| 2006 | Mẹ là biển rộng                    | 2014       | Kinh Lôi hành động                         |
| 2006 | Bạch cầu ân                        | 2014       | Theo anh về nhà                            |
| 2006 | Chuyện cũ trong thành phố nhỏ      | 2015       | Đại đao ký                                 |
| 2006 | Hồng sắc kí ức                     | 2015       | Đi về hướng hạnh phúc                      |
| 2006 | Nhất định phải hạnh phúc           | 2015       | Siêu cấp anh hùng                          |
| 2006 | Lượng kiếm                         | 2015       | Cõng bà vào thành                          |
| 2007 | Hồng mai hoa khai                  | 2015       | Nam Kiều cơ công anh hùng truyện           |
| 2007 | Trinh thám Thành húc 1             | 2015       | Địa lôi chiến                              |
| 2007 | Dương thành ám tiêu                | 2015       | Ký sự mèo con đuổi bắt tình yêu            |
| 2007 | Lang độc hoa                       | 2015       | Bắc Thượng Quảng không tin vào tình yêu    |
| 2007 | Thành trì kí ức                    | 2015       | Tên tôi là Miêu Kim Hoa                    |
| 2007 | Một kiếp tình duyên                | 2016       | Xuyên việt mê đoàn                         |
| 2007 | Khúc hát thanh xuân                | 2016       | Sứ mệnh cuối cùng                          |
| 2007 | Quà tặng tình yêu                  | 2016       | Gửi nam nữ độc thân                        |
| 2008 | Đại địa                            | 2016       | Thời đại trong sáng của chúng ta           |
| 2008 | Giang hồ huynh đệ                  | 2016       | Nhất mã hoán tam dương                     |
| 2008 | Trinh thám thành húc 2             | 2016       | Cát Tường thiên bảo                        |
| 2008 | 24 giờ phi thường 3                | 2016       | Hồi mã thương                              |
| 2008 | Hắc tam giác                       | 2016       | Bí mật phía sau                            |
| 2008 | Bảy ngày chấn động thế giới        | 2016       | Yên chi                                    |
| 2009 | Phỉ thúy phượng hoàng              | 2016       | Tuyết địa nương tử quân                    |
| 2009 | Thương hải                         | 2017       | Lợi tiên sinh gặp gỡ tình yêu              |
| 2009 | Chiến sĩ                           | Chưa chiếu | Quỷ án tổ                                  |
| 2009 | Sát hổ khẩu                        | Chưa chiếu | Bắc Thượng Quảng không tin vào tình yêu    |
| 2009 | Trọng án lục tổ 3                  | Chưa chiếu | Số đào hoa của Thư Khắc                    |
| 2010 | Vô tình đạo                        | Chưa chiếu | Cực quang chi luyến                        |